# تشاونسي بي. ليتل
تشاونسي بي. ليتل هو محامي وسياسي أمريكي، ولد في 10 فبراير 1877 في أولاث في الولايات المتحدة، وتوفي بنفس المكان في 29 سبتمبر 1952. نشط حزبياً في الحزب الديمقراطي. وقد انتخب عضو مجلس النواب الأمريكي ‏.